# Clavulaanzuur
Clavulaanzuur is een geneesmiddel dat het β-lactamase inactiveert. β-lactamase wordt geproduceerd door bepaalde bacteriën. Clavulaanzuur zorgt er voor dat penicillinen die tegen zulke bacteriën normaal niet meer effectief zijn, toch hun werk kunnen doen. Daarom wordt het product vaak gelijktijdig toegediend met de antibiotica amoxicilline en ticarcilline.
Het product is afgeleid van het micro-organisme Streptomyces clavilugerus, waarvan het de naam ontleent. Het wordt biochemisch voortgebracht op basis van het aminozuur arginine. Op zichzelf heeft clavulaanzuur geen antimicrobiële werking, hoewel de chemische structuur een β-lactamring bevat, net als penicilline. Door die β-lactamring is het product echter een competitieve inhibitor van het β-lactamase. Waar anders penicilline aan het door de bacterie geproduceerde β-lactamase bindt, doet het clavulaanzuur dit nu. Clavulaanzuur is effectief bij onder andere Staphylococcus aureus, Moraxella catarrhalis en Haemophilus influenzae.
Het wordt alleen gebruikt in combinaties.
Er zijn echter bacteriën die ook resistent zijn tegen deze combinaties.